# Acalypha tamaulipasensis
Acalypha tamaulipasensis är en törelväxtart som beskrevs av Cyrus Longworth Lundell. Acalypha tamaulipasensis ingår i släktet akalyfor, och familjen törelväxter. Inga underarter finns listade i Catalogue of Life.